# Los Angeles Film Critics Association Awards 2001
La 27ª edizione dei Los Angeles Film Critics Association Awards si è tenuta il 15 dicembre 2001, per onorare il lavoro nel mondo del cinema per l'anno 2001.

## Premi
Miglior film
- In the Bedroom, regia di Todd Field
  - 2º classificato: Mulholland Drive (Mulholland Dr.), regia di David Lynch

Miglior attore
- Denzel Washington - Training Day
  - 2º classificato: Tom Wilkinson - In the Bedroom

Miglior attrice
- Sissy Spacek - In the Bedroom
  - 2º classificato: Naomi Watts - Mulholland Drive (Mulholland Dr.)

Miglior regista
- David Lynch - Mulholland Drive (Mulholland Dr.)
  - 2º classificato: Robert Altman - Gosford Park

Miglior attore non protagonista
- Jim Broadbent - Iris - Un amore vero (Iris) e Moulin Rouge!
  - 2º classificato: Ben Kingsley - Sexy Beast - L'ultimo colpo della bestia (Sexy Beast)

Miglior attrice non protagonista
- Kate Winslet - Iris - Un amore vero (Iris)
  - 2º classificato: Helen Mirren - Gosford Park e L'ultimo bicchiere (Last Orders)

Miglior sceneggiatura
- Christopher Nolan - Memento
  - 2º classificato: Terry Zwigoff e Daniel Clowes - Ghost World

Miglior fotografia
- Roger Deakins - L'uomo che non c'era (The Man Who Wasn't There)
  - 2º classificato: Christopher Doyle e Mark Lee Ping Bin - In the Mood for Love (花樣年華)

Miglior scenografia
- Catherine Martin - Moulin Rouge!
  - 2º classificato: Grant Major - Il Signore degli Anelli - La Compagnia dell'Anello (Lord of the Rings: The Fellowship of the Ring)

Miglior colonna sonora
- Howard Shore - Il Signore degli Anelli - La Compagnia dell'Anello (Lord of the Rings: The Fellowship of the Ring)
  - 2º classificato: Stephen Trask - Hedwig - La diva con qualcosa in più (Hedwig and the Angry Inch)

Miglior film in lingua straniera
- No Man's Land (Ničija zemlja), regia di Danis Tanović  ·  Bosnia ed Erzegovina
  - 2º classificato: In the Mood for Love (花樣年華), regia di Wong Kar-wai  ·  Hong Kong/ Francia

Miglior film d'animazione
- Shrek (Shrek), regia di Andrew Adamson e Vicky Jenson
  - 2º classificato: Monsters & Co. (Monsters, Inc.), regia di Pete Docter, Lee Unkrich e David Silverman

Miglior documentario
- Les glaneurs et la glaneuse, regia di Agnès Varda

New Generation Award
- John Cameron Mitchell - Hedwig - La diva con qualcosa in più (Hedwig and the Angry Inch)

Career Achievement Award
- Ennio Morricone

Menzione speciale
- Joe Grant